# Blauwe Toren (Antwerpen)

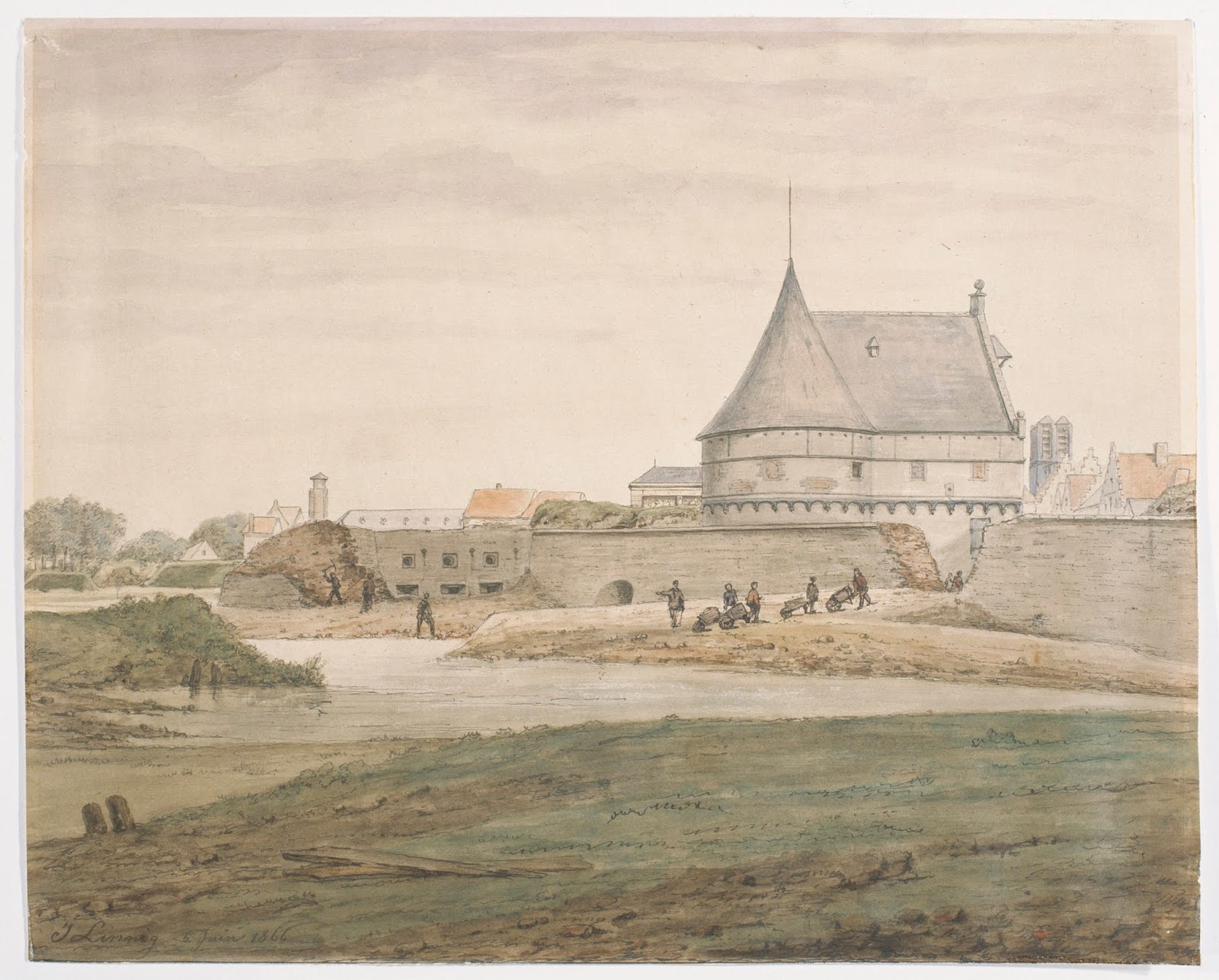
De Blauwe toren, nabij de Spaanse omwalling die gesloopt wordt

De Blauwe Toren in Antwerpen was een oorspronkelijk 14e-eeuwse toren die deel uitmaakte van de 15e-eeuwse stadsmuur. Het bouwwerk, herkenbaar aan zijn robuuste, maar sierlijke architectuur met een ronde achtertoren en boogfries, vervulde door de eeuwen heen verschillende functies, waaronder arsenaal, sluizencomplex, dissectieruimte en kruitopslag. Vanaf circa 1500 stroomde via de Herentalse Vaart zuiver water onder de toren de stad in, waarmee het ook een belangrijke rol als waterinlaat kreeg. Hoewel de meeste verdedigingswerken in de 16e eeuw onder Keizer Karel V werden vervangen door de Spaanse omwalling, bleef de Blauwe Toren behouden en werd het geïntegreerd in de nieuwe vestingswerken.
De toren moest in 1879 wijken voor De Leien. Restanten van de toren bevinden zich thans onder het Blauwtorenplein, gelegen in de buurt van de Oudevaartplaats en de Nationalestraat, in het stadscentrum. Het voormalige grondplan is herkenbaar middels een zitbank en aangepaste bestrating.